# プレイガールクイーン2
プレイガールクイーンⅡとは1994年にオリンピアが販売したパチスロ機である。

## 概要
本機は前作プレイガールV同様シングルボーナスの集中役を搭載していたが突入率は全設定共通で1/4096と低くボーナスをメインとした集中機である。なお、プレイガールVに搭載されていたボーナス告知ランプは搭載されていない。また、リプレイ外しの効果も高く攻略雑誌では＋30枚ほどの効果があるとしていた。